# 雷殿站
雷殿站（日语：／ Raiden eki */?）是位於富山縣中新川郡立山町，立山黑部貫光立山隧道無軌電車的車站，現已廢除。車站在立山黑部阿爾卑斯山脈路線上。
此站是隧道內唯一中途站。車站主要讓登山客或前往田圃澤的滑雪客使用，後來由於連接車站的登山道倒塌，因此自此車站暫停使用。一直也沒有重新營業，在2013年度正式廢止。從室堂出發，當無軌電車到達交會點時可看見車站遺址與指示車站出口的箭頭。

## 歷史
此站是在1996年，路線使用無軌電車時新設的車站。當中設置車站時也計劃設置變電站。
- 1970年7月25日 行走於室堂至大觀峰之間的巴士服務開始營業。
- 1996年4月23日 室堂至大觀峰之間的巴士服務改為無軌電車服務，因此變為一座鐵路車站。
- 1998年8月10日 連接車站的登山道倒塌，雷殿站暫停服務。
- 2013年度內 車站廢除。

## 現狀
截至2016年，車站設施已經撤走，但是車站出口仍然存在。另外，無軌電車車輛上還有為雷殿站乘客下車專用的下車鈴。

## 相鄰車站
立山黑部貫光
立山隧道無軌電車
室堂－雷殿－大觀峰

## 注腳
1. ↑  . 国土地理院.   [2011-09-05] （日语）.[]
2. ↑  立山黒部アルペンルート 2014安全報告書PDF（日語），p.5。
3. ↑  立山黒部貫光30年史編集委員会編集《立山黒部貫光30年史》立山黑部貫光，1995年，p.212。
4. ↑  《立山黒部貫光30年史》p.207。